# Олыч
Олыч — река в России, протекает в Кудымкарском районе Пермского края. Устье реки находится в 150 км по правому берегу реки Иньва. Длина реки составляет 13 км, площадь водосборного бассейна 72,1 км².
Исток реки в 10 км к югу от центра Кудымкара. Река течёт на север, за исключением верховий всё течение проходит по безлесой местности. Притоки — Кекур (левый); Лекевож (правый). Протекает деревни Пидаева, Миронова и Почкина. Нижнее течение проходит по южным пригородам Кудымкара, в черте которого река и впадает в Иньву.

## Данные водного реестра
По данным государственного водного реестра России относится к Камскому бассейновому округу, водохозяйственный участок реки — Кама от города Березники до Камского гидроузла, без реки Косьва (от истока до Широковского гидроузла), Чусовая и Сылва, речной подбассейн реки — бассейны притоков Камы до впадения Белой. Речной бассейн реки — Кама.
По данным геоинформационной системы водохозяйственного районирования территории РФ, подготовленной Федеральным агентством водных ресурсов:
- Код водного объекта в государственном водном реестре — 10010100912111100008083
- Код по гидрологической изученности (ГИ) — 111100808
- Код бассейна — 10.01.01.009
- Номер тома по ГИ — 11
- Выпуск по ГИ — 1